# Krzysztof Zapart
Krzysztof Zapart (ur. 23 listopada 1971 w Świdnicy, zm. 7 lutego 2024 w Asureti) – polski pilot, baloniarz.

## Życiorys
Był założycielem Balloon Club Świdnica. W 2015 roku startując w America’s Challenge Gas Balloon Race razem z Mateuszem Rękasem ustanowił rekord Polski po locie balonem gazowym na odległość 1514 km. W zawodach zajęli 2 miejsce. W 2017 roku z c-pilotem Andym Caytonem z USA po locie na 3526,06 km w czasie 69,06 godzin. Razem ze zwycięzcami pobili rekord długości lotu i zajęli II miejsce, a w 2019 roku temu samemu zespołowi udało się wygrać zawody America’s Challenge Gas Balloon Race. W zawodach o Puchar Gordona Bennetta jako reprezentant Polski startował od 2014 roku zajmując dwukrotnie 4 miejsce.
10 października 2023 podczas 66 Pucharu Gordona Bennetta balon, który pilotował uległ katastrofie. Zdarzenie miało miejsce w  pobliżu Crandall w Teksasie. W wyniku wypadku piloci trafili do szpitala w Dallas. Krzysztof Zapart odniósł lekkie obrażenia, natomiast Piotr Hałas początkowo znajdował się w stanie krytycznym. Zgodnie z relacją Krzysztofa Zaparta podczas lotu został otwarty w kierunku balonu ogień z broni maszynowej. Zapart tłumaczył, że słysząc strzały obawiali się, iż mogą być wzięci za chiński balon szpiegowski. W obawie przed uszkodzeniem piloci zdecydowali się na lądowanie podczas przelotu nad podstację elektryczną. Omijając urządzenia kosz wylądował, jednak czasza zetknęła się z linią energetyczną i wodór, którym był wypełniony balon eksplodował.
7 lutego 2024 Krzysztof Zapart poniósł śmierć w  wyniku katastrofy balonu na ogrzane powietrze. Katastrofa miała miejsce w pobliżu wioski Asureti w gminie Tetriskaro w Gruzji. W katastrofie zginęli również Revaz Uturgauri (Prezes Federacji Balonowej Gruzji) i Misho Bidzinashvili (operator filmowy). Lot odbywał się balonem Cameron Balloons Z-315 na trasie z Poti do Parku Narodowego Waszlowani. W sobotę 17 lutego 2024 odbyło się nabożeństwo w Kościele Wniebowzięcia Najświętszej Marii Panny w Bystrzyca Górnej, po którym Krzysztof Zapart został pochowany na cmentarzu komunalnym przy ul. Słowiańskiej w Świdnicy.
| Edycja zawodów | Data       | Miejsce zawodów                 | Lokata | Załoga                        | Balon              | Czas lotu [h] | Odległość [km] |
| -------------- | ---------- | ------------------------------- | ------ | ----------------------------- | ------------------ | ------------- | -------------- |
| 58             | 29.08.2014 | Vichy (Francja)                 | 5      | Mateusz Rękas (1 pilot)       | SP-BMZ MISIA       | 50:19         | 1136,69        |
| 59             | 28.08.2015 | Pau (Francja)                   | 5      | Bazyli Dawidziuk (2 pilot)    | SP-BMZ MISIA       | 69:04         | 1971,43        |
| 60             | 18.09.2016 | Gladbeck (Niemcy)               | 9      | Bazyli Dawidziuk (2 pilot)    | SP-BMZ MISIA       | 42:58         | 747,34         |
| 61             | 8.09.2017  | Fribourg (Szwajcaria)           | 8      | Bazyli Dawidziuk (2 pilot)    | SP-BMZ MISIA       | 26:01         | 1214,87        |
| 62             | 28.09.2018 | Berno (Szwajcaria)              | 4      | Krzysztof Borkowski (2 pilot) | SP-BMZ MISIA       | 50:31         | 804,98         |
| 63             | 13.09.2019 | Montbéliard (Francja)           | 20     | Adam Ginalski (2 pilot)       | SP-BMZ MISIA       | 19:49         | 0,0            |
| 64             | 19.08.2021 | Toruń (Polska)                  | 4      | Adam Ginalski (2 pilot)       |                    | 53:00         | 950,05         |
| 65             | 2.09.2022  | St. Gallen (Szwajcaria)         | 10     | Adam Ginalski (2 pilot)       | D-OGYN White Pils  | 58:57         | 1291,63        |
| 66             | 5.10.2023  | Albuquerque (Stany Zjednoczone) | 16     | Piotr Hałas (2 pilot)         | D-OGBL (WHIT PILS) | 45:54         | 977,05         |

Żona Marzena jest psychologiem.

## Odznaczenia i nagrody
- 2016: Srebrna Odznaka FAI[28]
- 2021: Dyplom Montgolfiera (CIA Montgolfier Diploma) przyznany w kwietniu przez FAI[29].